# Лужицькі мови

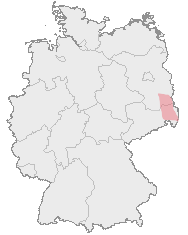

Лужицькі мови — назва двох мов, належать до західнослов'янської гілки індоєвропейських мов. Вони є рідними мовами лужичан, слов'янської меншини на сході Німеччини (традиційна німецька назва — сорби, історично вони відомі також як венди). Збірний код цієї мови (фактично двох мов) у стандарті ISO 639-2 — wen. Використовують лужицьку абетку.
Існує дві літературні мови: верхньолужицька (hornjoserbsce), котрою розмовляє близько 40 тис. людей в Саксонії, та нижньолужицька (dolnoserbski), котрою розмовляє близько 10 тис. людей в Бранденбурзі. Територія, на якій поширені лужицькі мови, відома під назвою Лужиця.

## Порівняння верхньо- та нижньолужицької мов
Як приклад наводиться уривок зі спогадів нижньолужицької письменниці Міни Віткойц (Mina Witkojc, 1893–1975; приклад узято з брошури К. К. Трофимовича «Серболужицкий язык», Минск: Университетское, 1989, с. 53).

### Нижньолужицький оригінал
Spomnješe na glinjanu budku

Glucny, chtož jano na to dobre spomina! Z dobrych spomnjeśow rosćo nowa moc.
We lěśe 1923 bu mě pisanje Serbskego Casnika dowěrjone. To njejo lažke źěło za žeńskecu głowu, ak njej na žednej wušej šuli k tomu wotštapana. Na žednej wušej šuli? To njejo kradu wěrno, pśetož som cełe lěto pla našogo cesćonogo profesora Muki we našej maminej rěcy pisaś wuknuła — a nawuknuła, jano z tymi łatyńskimi wugronami ‘genitiv’, ‘pluralis’ atd. njewěźech sebje žedneje rady, lěcrownož sebje je dwojcy z głowy wuknuch.
Weto njeběšo to dowěrjone źěło rowno lažke za mnjo, juž togodla nic, až jo to wu nas mjaz serbskimi luźimi něco kradu nowego, až se žeńska na take źěło dajo, a to žeńska z chudeje swojźby, njeznatego měnja, mimo kuždego takego porucenja, ak młogemu drugemu tu drogu doprědka wurownajo. Ale ja som kśěła našej serbskej maminej rěcy a našomu serbstwu słužyś a z tym tek tomu duchnemu žywjenju mjazy nami, a běch teje mysli, až to wenkowne jo pśi tom wšojadno — wšojadno, chto jo cyni, gaž jano se stanjo z dobreju wolu a cysteju lubosću k tej wěcy.

### Верхньолужицький переклад
Dopomjenka na hlinjanu budku

Zbožowny, štóž so jenož na to dobre dopomina! Z dobrych dopomnjenkow rosće nowa móc.
W lěće 1923 bu mi pisanje Serbskego Casnika dowěrjene. To njeje lochke dźěło za žónsku hłowu, kiž na žanej wyšej šuli za to wukubłana njeje. Na žanej wyšej šuli? To njeje cyle wěrno, přetož sym cyłe lěto pola našeho česćeneho profesora Muki w našej maćernej rěči pisać wuknyła — a nawuknyła, jenož z wonymi łaćonskimi wurazami ‘genitiv’, ‘pluralis’ atd. sebi rady njewědźach, hačrunjež je dwójce z hłowy wuknjech.
Dowěrjene dźěło pak tola runje lochke za mnje njebě, hižo tohodla nic, dokelž je to pola nas mjez serbskimi ludźimi něšto cyle nowe, zo so žona do takjeho dźěła da, a to žona z chudeje swójby, njeznateho mjena, bjez kóždeho tajkeho doporučenja, kiž někotremužkuli druhemu puć doprědka runa. Ale chcych našej serbskej maćernej rěči a našemu serbstwu słužić a z tym tež duchownemu žiwjenju mjez nami a myslach sebi, zo je to zwonkowne při tym wšojedne — wšojedne, štó jo čini, hdyž jenož so z dobrej wolu a čistej lubosću k wěcy stanje.

### Український переклад
Спогад про глиняну хатину

Щасливий, хто згадує лише про добре! З добрих спогадів росте нова міць.
Влітку 1923 мені було довірено писання «Serbskego Casnika». То не є легкою справою для жіночої голови, яка в жодній вищій школі цього не навчена. В жодній вищій школі? То не зовсім правильно, прецінь цілий рік в нашого шановного професора Муки вчилася писати нашою материнською мовою — і навчилася, тільки з тими латинськими виразами «genitiv», «pluralis» і т. ін. собі ради не дала, хоча їх двічі напам'ять вчила.
Тому не була та довірена праця якраз легкою для мене, вже хоч би через те, що то в нас, серед сербських людей, щось зовсім нове, щоб жінка вдалася до такої справи, та ще й жінка з убогої родини, незнаного роду, крім жодного такого доручення, яке багатьом іншим той шлях вирівняє наперед. Але я хотіла служити нашій сербській материнській мові та нашому сербству, а разом із тим і духовному життю серед нас, та була тієї думки, що ззовні це при тому все одно — все одно, хто це робить, коли тільки робиться воно з доброю волею та чистою любов'ю до цієї справи.

#### Зауваження до тексту
Serbskego Casnika — «Лужицькосербської газети»: прикметник serbski відноситься саме до лужицьких сербів; для означення південнослов'янського народу та мови використовується прикметник serbiski; casnik нижньолужицькою «часопис», від слова cas, «час». Треба зауважити, що у верхньолужицькому перекладі наведено оригінальну нижньолужицьку назву (верхньолужицькою було б у родовому відмінку не «Serbskego», а «Serbskeho» та не «Casnika», а «Časnika»).

### Інститути
- Sorbisches Institut: Архівна копія на сайті Wayback Machine.
- Institut für Sorabistik der Universität Leipzig [Архівовано 30 січня 2019 у Wayback Machine.]

### Словники і глосарії
- Online-Sprachkurs Obersorbisch (A1) [Архівовано 11 листопада 2018 у Wayback Machine.]
- www.niedersorbisch.de (Deutsch-Niedersorbisches Wörterbuch) [Архівовано 20 червня 2013 у Wayback Machine.]
- Niedersorbisches Glossar (Orts- und Straßennamen, Berufs- und Ämterbezeichnungen) [Архівовано 14 листопада 2018 у Wayback Machine.]
- Obersorbisches Onlinewörterbuch (mit Konjugation und Deklination) [Архівовано 12 листопада 2018 у Wayback Machine.]
- Obersorbisches Rechtschreibwörterbuch [Архівовано 13 червня 2013 у Wayback Machine.]

### Лужицькі мови в World Atlas of Language Structures Online
- Sorbisch (beide) [Архівовано 11 листопада 2018 у Wayback Machine.]
- Obersorbisch [Архівовано 12 листопада 2018 у Wayback Machine.]
- Niedersorbisch [Архівовано 11 листопада 2018 у Wayback Machine.]

### Лужицькі мови в World Loanword Database
- Obersorbisch [Архівовано 12 листопада 2018 у Wayback Machine.]
- Niedersorbisch [Архівовано 12 листопада 2018 у Wayback Machine.]